# 新北市樹林區育林國民小學
新北市樹林區育林國民小學（英語：New Taipei Municipal Shulin District Yulin Elementary School），簡稱育小。位於新北市樹林區復興路395號，是樹林區的公立學校。

## 重要記事
- 民國七十八年由文林國小負責校地徵收事宜。
- 民國七十九年八月1日，奉准正式設立，並命名為育林國民小學。
- 民國七十九年八月29日，派首任校長劉守業先生擘劃創校事宜。
- 民國八十年二月25日，校舍設計圖及預算書圖完成，並送縣府檢查，於四月十九日奉准核定。
- 民國八十年六月28日完成破土奠基典禮，同年十月2日正式開工興建。
- 民國八十二年正式奉准核定招生，並借用樹林國小上課。
- 民國八十三年一月27日喬遷至現址校舍上課。

## 歷任校長
| 任別 | 姓名   |
| ---- | ------ |
| 一   | 劉守業 |
| 二   | 黃吉泰 |
| 三   | 蔡永利 |
| 四   | 林忠仁 |
| 五   | 莊慧貞 |
| 六   | 張維中 |

## 學區
- 坡內里、東昇里（1－8、17－28鄰）、樹人里（1－6鄰）、樹南里（12－23鄰）

## 周邊設施
- 新北市立圖書館樹林東昇分館
- 樹林區第五公墓
- 新北市立育林國民中學

## 外部連結
- 新北市樹林區育林國民小學 （页面存档备份，存于）